# Таганська (станція метро, Тагансько-Краснопресненська лінія)
«Тага́нська» (рос. Таганская) — станція на Тагансько-Краснопресненській лінії Московського метрополітену, розташована між станціями «Китай-город» і «Пролетарська».
Відкрита 31 грудня 1966 року у складі черги «Таганська» — «Вихіно» (Ждановський радіус). Названа за однойменною площею і вулицею.

## Вестибюлі й пересадки
У станції один підземний вестибюль з виходом на дві сторони вулиці Великі Каменщики, до якого веде ескалатор зі східного торця центрального залу. Спускаючись по ескалатору у західному торці станції, пасажири потрапляють у південний торець станції «Таганська» Кільцевої лінії, а піднімаючись по сходах і ескалатору з середини центрального залу, пасажири потрапляють на станцію «Марксистська» Калінінської лінії.

### Пересадки
- Метростанцію  «Таганська»
- Метростанцію  Марксистська
- Автобуси: м7, е70, е80, 51, 74, 567, с755, 766, с856, Б, т27, т53, т63, н5, н7, н13, П46

## Технічна характеристика
Станція споруджена за типовим проектом пілонної трисклепінної станції глибокого закладення зі збірного чавунного оправлення.
Глибина закладення становить 36 м. Діаметр станційних тунелів — 8,5 м. Пасажиропотік через вестибюль за даними 2002 році становив 22 400 осіб на добу, пересадочний пасажиропотік на Кільцеву лінію в 1999 році дорівнював 179 200 осіб на добу, а на Калінінську лінію — 128 800 осіб на добу.

## Оздоблення
Пілони станції оздоблені білим мармуром і прикрашені двома бордюрами з коричневого мармуру. Колійні стіни оздоблені керамічною глазурованою плиткою, білою вгорі і чорною внизу, і прикрашені вузькими металевими панно на тему освоєння космосу роботи художника Е. М. Ладигіна. Підлога на станції викладений червоним і сірим гранітом. Світильники, що освітлюють центральний зал і платформи, приховані в широких карнизах над пілонами.

## Колійний розвиток

Схема колійного розвитку станції «Таганська»

Станція з колійним розвитком — 5 стрілочних переводів, пошерсний з'їзд і одноколійна ССГ до Кільцевої та Калінінської ліній.
Поблизу станції у бік центру розташований пошерсний з'їзд, який використовували для обороту потягів, коли станція була кінцевою (1966—1971). Від другої колії Тагансько-Краснопресненської лінії відгалужується також сполучна гілка на Кільцеву лінію для службових перевезень.